# Emmanuel Lubezki
Emmanuel Lubezki (Mexico-Stad, 1964) is een Mexicaanse cameraman (director of photography). Hij is vooral bekend om zijn samenwerkingen met de regisseurs Alfonso Cuarón, Alejandro González Iñárritu en Terrence Malick. In 2014 won hij een Oscar voor zijn camerawerk in de sciencefictionfilm Gravity. Een jaar later won hij de filmprijs opnieuw voor Birdman en in 2016 voor de derde keer op rij, ditmaal voor The Revenant.

## Carrière
Emmanuel Lubezki werd geboren in de Mexicaanse hoofdstad Mexico-Stad. Hij is de zoon van acteur Emmanuel "Muni" Lubezki. Zijn grootmoeder was van Russische afkomst en verhuisde via Shanghai naar Mexico-Stad.
Lubezki ging net als zijn jeugdvriend Alfonso Cuarón naar de filmschool van de Nationale Autonome Universiteit van Mexico. Eind jaren 80 startte Lubezki aan zijn loopbaan als cameraman. Hij werkte mee aan verscheidene Mexicaanse film- en tv-producties, waaronder de cultserie La Hora Marcada (1986). De eerste internationale productie waar hij aan meewerkte, was de film Twenty Bucks (1993) van regisseur Keva Rosenfeld. Daarnaast werkte Lubezki regelmatig samen met de bevriende regisseur Alfonso Cuarón. Hun eerste samenwerking, de romantische komedie Sólo con tu pareja, werd in 1991 uitgebracht.
Ook nadien bleef Lubezki regelmatig samenwerken met zijn landgenoot Cuarón. Zo filmde hij in 1995 het drama A Little Princess. De prent leverde hem een eerste Oscarnominatie op. In de daaropvolgende jaren was hij ook de cameraman van de Hollywoodproducties The Birdcage en Meet Joe Black. In 1998 verfilmden Cuarón en Lubezki de roman Great Expectations van Charles Dickens. Een jaar later sleepte de cameraman een tweede Oscarnominatie in de wacht, ditmaal voor de horrorfilm Sleepy Hollow van regisseur Tim Burton.
In 2001 nam Lubezki plaats achter de camera voor de biopic Ali van Michael Mann. De film over bokslegende Muhammad Ali was de eerste waarin zowel regisseur Mann als Lubezki gebruik maakte van digitale camera's.
Zijn eerste samenwerking met Terrence Malick volgde in 2005. Lubezki's camerawerk voor The New World leverde hem een Oscarnominatie op. Ook voor zijn volgende film, Cuaróns scifi-thriller Children of Men (2006), werd hij genomineerd voor een Academy Award. De prent leverde hem wel een eerste BAFTA Award op. In 2007 mocht hij het segment Anna van de Franse productie Chacun son cinéma filmen. Het was zijn eerste samenwerking met zijn landgenoot Alejandro González Iñárritu, die hem nadien ook inschakelde voor de Nike-reclamespot Write The Future, waarin bekende voetballers als Cristiano Ronaldo, Wayne Rooney en Franck Ribéry aan bod komen. Tussendoor deed hij ook het camerawerk voor de komedie Burn After Reading van de broers Joel en Ethan Coen.
In 2011 ging The Tree of Life van Malick in première. De prent gooide hoge ogen bij filmcritici en hoewel Lubezki voor zijn camerawerk meermaals bekroond werd, sleepte hij opnieuw geen Oscar in de wacht. Een jaar later werd To the Wonder uitgebracht, maar de nieuwste samenwerking van Malick en Lubezki kon het succes van The Tree of Life niet evenaren.
Met de sciencefictionfilm Gravity (2013) viel zowel Lubezki als regisseur Cuarón in de prijzen. De kaskraker won zeven Academy Awards, waaronder een voor Lubezki in de categorie Best Achievement in Cinematography. Gravity was Lubezki's eerste film die volledig digitaal werd opgenomen.

## Prijzen en nominaties
Academy Award:
1996 – A Little Princess (genomineerd)
2000 – Sleepy Hollow (genomineerd)
2006 – The New World (genomineerd)
2007 – Children of Men (genomineerd)
2012 – The Tree of Life (genomineerd)
2014 – Gravity (gewonnen)
2015 – Birdman (gewonnen)
2016 – The Revenant (gewonnen)
BAFTA Award:
2007 – Children of Men (gewonnen)
2014 – Gravity (gewonnen)
2015 – Birdman (gewonnen)
2016 – The Revenant (gewonnen)

## Filmografie
| - Bandidos (1991) - Sólo con tu pareja (1991) - Como agua para chocolate (1992) - The Harvest (1992) - Twenty Bucks (1993) - Miroslava (1993) - Reality Bites (1994) - Ámbar (1994) - A Little Princess (1995) - A Walk in the Clouds (1995) - The Birdcage (1996) - Great Expectations (1998) - Meet Joe Black (1998) - Sleepy Hollow (1999) - Things You Can Tell Just by Looking at Her (2000) - Y tu mamá también (2001) - Ali (2001) |  | - The Cat in the Hat (2003) - The Assassination of Richard Nixon (2004) - Lemony Snicket's A Series of Unfortunate Events (2004) - The New World (2005) - Children of Men (2006) - Chacun son cinéma (segment "Anna") (2007) - Burn After Reading (2008) - The Tree of Life (2011) - To the Wonder (2012) - Gravity (2013) - Birdman (2014) - Last Days in the Desert (2015) - Knight of Cups (2015) - The Revenant (2015) - Song to Song (2017) - Amsterdam (2022) |

- Biblioteca Nacional de España: XX1172903
- CiNii: DA13912284
- Gemeinsame Normdatei: 137476892
- International Standard Name Identifier: 0000 0001 1937 0958
- Library of Congress Control Number: no2003055325
- Nationale Bibliotheek van Tsjechië: xx0180754
- Nationale Bibliotheek van Israël: 987007601058005171
- Nationale Bibliotheek van Polen: a0000001651515
- PIC: 387130
- Système universitaire de documentation: 079928323
- Virtual International Authority File: 86452135
- WorldCat: E39PBJbM9jRDYRCJFGqXxPW7HC